# Onyekachi Okonkwo
Onyekachi Donatus Okonkwo (ur. 13 maja 1982 w Abie) – nigeryjski piłkarz, grający na pozycji defensywnego pomocnika. Nosi przydomek "Toco".

## Kariera klubowa
Okonkwo jest wychowankiem klubu Enyimba FC, wywodzącego się z jego rodzinnego miasta Aba. W 2002 roku zadebiutował w jego barwach w pierwszej lidze nigeryjskiej. W 2002 i 2003 roku wywalczył z nim mistrzostwo Nigerii. W 2003 roku wygrał z Enyimbą Afrykańską Ligę Mistrzów (2:0, 0:1 z egipskim Ismaily SC). Rok później obronił to trofeum występując w obu finałowych spotkaniach z tunezyjskim Étoile Sportive du Sahel (1:2, 2:1 karne 5:3).
Na początku 2005 roku Okonkwo przeszedł do drużyny Orlando Pirates z Johannesburga, w którym stał się jednym z czołowych graczy, a w 2006 roku doprowadził go do półfinału Ligi Mistrzów, zdobywając decydującego o awansie gola w meczu przeciwko niedawnej drużynie, Enyimbie. W półfinale Pirates odpadli po meczach z CS Sfaxien z Tunezji. W sierpniu tamtego roku podczas meczu Telkom Charity Cup przeciwko Bloemfontein Celtic otrzymał czerwoną kartkę i nie chcąc zejść z boiska zamierzał pobić sędziego Daniela Bennetta. Incydent ten zakończył się potem kilkumeczową dyskwalifikacją Onyekachiego.
Latem 2007 roku Okonkwo podpisał przedwstępną umowę z 1. FC Köln, ale niedługo potem podpisał 4-letni kontrakt ze szwajcarskim FC Zürich. Działacze z klubu z Kolonii początkowo chcieli nawet skierować sprawę do FIFA, ale ostatecznie Nigeryjczyk został zawodnikiem zespołu z Zurychu.
| Sezon   | Klub            | Kraj              | Rozgrywki             | Mecze | Bramki |
| ------- | --------------- | ----------------- | --------------------- | ----- | ------ |
| 2002    | Enyimba FC      | Nigeria           | Premier League (NGA)  | ?     | ?      |
| 2003    | Enyimba FC      | Nigeria           | Premier League (NGA)  | ?     | ?      |
| 2004    | Enyimba FC      | Nigeria           | Premier League (NGA)  | ?     | ?      |
| 2004/05 | Orlando Pirates | Południowa Afryka | Premier Soccer League | 8     | 1      |
| 2005/06 | Orlando Pirates | Południowa Afryka | Premier Soccer League | 21    | 2      |
| 2006/07 | Orlando Pirates | Południowa Afryka | Premier Soccer League | 14    | 0      |
| 2007/08 | FC Zürich       | Szwajcaria        | Axpo Super League     |       |        |

## Kariera reprezentacyjna
W reprezentacji Nigerii Okonkwo zadebiutował w 8 września 2006 roku w wygranym 1:0 meczu z Lesotho. W 2008 roku Berti Vogts powołał go do kadry na Puchar Narodów Afryki 2008. W 2008 roku został powołany do reprezentacji U-23 na Igrzyska Olimpijskie w Pekinie, gdzie Nigeria zdobyła srebrny medal.